# Бај Гањо
Гањо Сомов, Гањо Балкански или Бај Гањо (буг. Бай Ганьо) је књижевни јунак Алека Константинова и главни лик у низу његових сатиричних фељтона. Фолклорни аналог књижевног хероја је Итар Пејо.
Први део књиге „Бај Гањо путује у Европу” (буг. „Бай Ганьо тръгна по Европа“) је сачињен од заједничке нити приповедања – путовање лика у различите градове Европе и поређење европског и бугарског морала. Други део користи већ формираног јунака како би исмевао актуелне политичког живота Бугарске са краја 19. века.
Захваљујући великој популарности овог књижевног лика, „Бај Гањо” постаје синоним за Бугарина који поседује негативне особине, мање или више изражене. Прича је написана средином 90-тих година и на шаљив начин приповеда о сукобу старог и новог у души бугарске буржоазије, о њеној култури, менталитету, тежњама и предрасудама.

## Бај Гањо путује у Европу
Први део „Бај Гањо путује у Европу” (буг. „Бай Ганьо тръгна по Европа”) представља Алеков утисак о неким специфичним карактеристикама бугарског народа, а нарочито о малом слоју друштва, тзв. буржоазијском слоју. Састоји се од следећих делова:
- Бај Гањо путује (буг. Бай Ганьо пътува)
- Бај Гањо у бањи (буг. Бай Ганьо в банята)
- Бај Гањо на изложби у Прагу (буг. Бай Ганьо на изложението в Прага)
- Бај Гањо у опери (буг. Бай Ганьо в операта)
- Бај Гањо у Дрездену (буг. Бай Ганьо в Дрезден)
- Бај Гањо код Иричека (буг. Бай Ганьо у Иречека)
- Бај Гањо у гостима (буг. Бай Ганьо на гости)
- Бај Гањо у Швајцарској (буг. Бай Ганьо в Швейцария)
- Бај Гањо у Русији (буг. Бай Ганьо в Русия)

Заплет се врти око путовања трговца ружиног уља (буг. розово масло), Гања Балканског по европским земљама. Прототип лика је стварна особа коју аутор среће на свом путовању у САД. што је представљено у путопису „До Чикага и назад” (буг. „До Чикаго и назад”). Композиција с европским грађанима се користи паметно, за циљ има да истакне забавне, али не баш толико симпатичне особине тадашњих Бугара.
Слика представља двосмислене квалитете – превара, трговање, примитивност и необразованост, али такође и издржљивост, борбеност и тачност. Лик је овде представљен као неко ко не размишља о својој првобитној сврси – трговини ружиног уља. У последњем делу „Бај Гањо у Русији” (буг. „Бай Ганьо в Русия”), аутор га чак и оправдава речима:
„Немојте презирати овог простог, лукавог, јадног човека; он је продукт грубе средине, тешког времена, жртва грубих васпитача; зло се не крије само у њему, него у утицају околине. Бај Гањо је активан, разборит, марљив. Пре свега марљив! Ставите га под утицај доброг вође и видећете какве подвиге он може имати. Бај Гањо је до сада показао само своју животињску енергију, али он поседује и велику залиху потенцијалне духовне моћи...”

## Политички фељтони
Други део се састоји од неколико засебних фељтона и бави се буржоазијом. То су:
- Бај Гањо се вратио из Европе (буг. Бай Ганьо се върна от Европа)
- Бај Гањо прави изборе (буг. Бай Ганьо прави избори)
- Бај Гањо као новинар (буг. Бай Ганьо журналист)
- Бај Гањо у палати (буг. Бай Ганьо в двореца)
- Бај Гањо као посланик (буг. Бай Ганьо в депутацията)
- Бај Гањо и опозиција (буг. Бай Ганьо и опозиция)
- Писмо Бај Гања Константину Величкову (буг. Писмо от бай Ганя до Константина Величкова)
- Из преписке Бај Гања (буг. Из кореспонденцията на бай Ганьо Балкански)

Бај Гањо се више не бави трговином ружиног уља и укључен је у велику политику – пише петицију принцу (Бај Гањо се вратио из Европе), кандидује се за посланика (Бај Гањо прави изборе), издаје новине (Бај Гањо као новинар). Радње из првог дела замењене су групним акцијама, а Бај Гањо је вођа и покретач заједничких акција. Фокус је претежно на негативним особинама лика.

### Бај Гањо као посланик
„Бај Гањо је бајка...Рекох ли вам да не може да прође без ње? Зашто је он морао да заступа бугарски народ? Ма, ви ћете рећи да он није званични посланик. Свеједно. Када га интервјуишу дописници важних новина, његове речи се као пророчанство пророчанства шире кроз штампу широм света - па онда идите и доказујте онда да уста Бај Гања не говоре бугарском народу… ” (стих 1, стр. 31)
„Али ја, непоправљиви оптимиста.” (стих 1, стр.31)

## Савремена критика
Петар Данов (буг. Петър Дънов) критикује лика ког је створио Алеко Константинов. „Алеко Константинов је погрешио са Бај Гањом када је истакао само негативне особине и због тога је и кажњен, зато што је преставио Бугарина као негативног. Требало је да покаже и позитивне особине Бугара.”

## Преводи на стране језике
Дело је преведено на словачки језик 2010. године. Превео га је Зденко Ђурианин. (буг. Зденко Дзурянин). Превод је објављен 2014. године.